# Mètatuk
 (octobre 2021).
Mètatuk est un groupe de musique rock de la ville de Québec.

## Historique du groupe

### Formation et débuts
Le groupe a été formé dans sa première version en 2002 lorsque Yannick Mazières (auteur-compositeur-interprète et guitariste) et Jean-Sébastien Darveau (batteur, auteur et chœur) ont commencé à monter les compositions de Yannick. Recrutés par petites annonces, Étienne Bergeron (bassiste) et Michel Bouffard (guitariste soliste) se joignent au groupe. Trois mois plus tard, une première démo est enregistrée. En font partie les pièces Ève et Adam (sur laquelle on entend le trompettiste Jean-François Méthot), Semi-voilée, Hirondelle (1re version) et Légende (1re version).
La première radiodiffusion de Mètatuk a lieu à l'automne 2002 avec la pièce Ève et Adam sur les ondes de CKIA FM dans l'émission animée par Dany Richard (batteur de 2nd hand Virgin).
Le groupe commence à se produire en spectacle en octobre 2002. Un premier concert est donné à Lévis le 14 octobre dans une école secondaire. Afin de lancer officiellement Mètatuk et de pendre la crémaillère de la nouvelle maison de Jean-Sébastien, le groupe organise une fête d'Halloween et un spectacle le 1er novembre 2002. Le groupe y donne devant une centaine d'invités une performance énergique qui deviendra la norme pour Mètatuk. Jeff le trompettiste fera ce soir-là son deuxième et dernier concert avec Mètatuk.

### Le temps des concours, l'évolution du son
Mètatuk participe à son premier concours au printemps 2003 dans le cadre de Pro-scène à L'Autre Caserne à Limoilou et se rend en demi-finale. Après plusieurs concerts en 2002 et 2003, dont l'après-course de canot du Crapet Soleil à l'Île aux Coudres (février 2003), Mètatuk enregistre une nouvelle démo en mars 2003. On y retrouve les pièces S'la couler douce, Maria (première version) et Sortez-moi d'ici. La pièce S'la couler douce tourne régulièrement sur les radios communautaires et universitaire de Québec. Le son du groupe est alors orienté vers le rock/ska. Mètatuk est invité à sa première entrevue radio le 13 mai 2003 sur les ondes de la radio universitaire CHYZ 94,3 (Chérie j'arrive), à l'occasion d'un concert au Liquor Store en compagnie du groupe Flying Vomit (Pépé et sa guitare).
Au printemps 2004, Michel Bouffard annonce son départ de Mètatuk afin de se consacrer à son projet solo Saint-Flemme. À la même époque, Isabelle Demers joint les rangs de Mètatuk au Mélodica. Ce nouvel instrument orientera le son de Mètatuk vers sa forme actuelle. En mars 2004, deux nouvelles pièces sont enregistrées par François Thibault dans son studio maison : l'instrumentale 1234, thème musical composé par Étienne Bergeron pour le dessin animé Les Paradis Artificiels, et Desrosiers qu'on retrouvera sur le premier album. Ces deux nouvelles pièces définiront le son de Mètatuk des deux prochaines années.
Michel Bouffard donne son dernier concert avec Mètatuk le samedi 17 avril 2004, lors de la projection du court métrage Les Paradis Artificiels. Son remplaçant François Pelletier montera pour la première fois sur scène avec Mètatuk le 4 mai 2004 dans le cadre du concours Envol et Macadam au Kashmir.
Durant deux ans, le groupe multipliera les concerts et les concours (CONGA, 2d Skin rock contest, Omnium du Rock) tout en poursuivant son évolution musicale et en produisant de nombreuses compositions originales (un répertoire d'environ 20 pièces). Isabelle Demers monte sur scène avec son accordéon pour la première fois lors du 2d Skin Rock contest le 22 mars 2005 pour interpréter Bella ciao. L'accordéon viendra peu à peu prendre la place du mélodica qui restera quand même dans plusieurs pièces du groupe.

### Premier album
Été 2005, il est maintenant temps de penser à sortir un premier album. Afin de le financer et de se faire connaître, Mètatuk se produit en formule acoustique dans les rues du Vieux-Québec tout au long de l'été, où ils connaissent un franc succès. Un directeur d'école francophone d'Ontario les remarque et les invitera lors de la rentrée à Barrie pour deux concerts scolaires. Autre anecdote : le groupe se fait dire par un passant dans la rue qu'ils devraient aller immédiatement aux auditions qu'une nouvelle compagnie de disque tient dans un hôtel voisin. Mètatuk s'y présente à l'improviste avec ses instruments de rue. Les gens du label sont fatigués de leur journée mais prennent une chance et reçoivent le groupe. Mètatuk se déchaîne et leur en met plein la vue et les oreilles, les représentants de la compagnie sont emballés et prêts à signer un contrat sur le champ. Peu après, cette compagnie de disque s'est éteinte sans donner de nouvelles...
Mètatuk entre en studio en mars 2006 et enregistre dix chansons qui composeront leur premier album Somnambule au soleil. L'album est mixé par Stéphane Rancourt qui est alors en plein travail avec Pascale Picard comme batteur et coréalisateur. L'album est lancé le 9 juin 2006 à la salle Multi de Complexe Méduse. La performance est étoffée par la présence de l'échassier Jean-Pierre Blondeau (Jean-Clown) et de deux danseuses dont Joanie Hébert qui suivra le groupe avec Jean-Clown dans plusieurs spectacles de la tournée promotionnelle.
Les chansons du groupe sont jouées dans plus de 60 postes de radio du Canada francophone. La pièce Météorite se classe dans le top 5 de plusieurs radios et même en première place en Ontario. Mètatuk joue devant sa plus grosse foule lors de la fête nationale du Québec le 24 juin 2006. Une foule de 10 000 personnes s'est déplacée pour voir Robert Charlebois et Mètatuk en assure la première partie.
François Pelletier annonce son départ du groupe à l'automne 2006. Il se consacrera à ses autres projets musicaux tels que Totem Bonhomme. Il assurera la guitare encore quelques fois pour le groupe. Il est remplacé par Frank Gilbert qui donnera son premier concert avec Mètatuk le 22 novembre 2006 au Cégep de Sainte-Foy. Le matin de ce concert, le groupe se produit en direct de Radio Énergie dans l'émission de Martin Dallaire (cote d'écoute de 50 000 auditeurs). Toute l'équipe en redemande et invitera Mètatuk pour une deuxième fois à l'émission pour promouvoir un concert en compagnie de Colectivo le 14 décembre 2006.
À l'hiver 2007, Frank Gilbert est victime d'un accident de la route qui l'empêchera de jouer de la guitare durant 3 mois. François Pelletier assure quelques concerts et Sébastien Landry (News from the Hill) intègre aussi le groupe comme remplaçant. Sa solide performance lui vaut d'assurer plusieurs concerts avec le groupe. Un peu rouillé de sa convalescence, Frank Gilbert est écarté de quelques concerts importants tel que Woodstock en Beauce. Il retourne également vivre au Lac St-Jean pour quelques mois, ce qui terminera sa présence au sein de Mètatuk.

### Naissance du deuxième album
L'été 2007 est aussi marqué par une tournée en Gaspésie dont la moitié des concerts sont joués à quatre et l'autre avec Sébastien Landry, aussi en tournée avec News from the Hill dans la région. De belles rencontres et même une partie de la tournée sur le pouce pour Étienne, Isabelle et Sébastien faute de place dans le van. Sébastien Landry, très efficace mais peu disponible ne peut assurer tous les concerts de Mètatuk. Le groupe songe alors à réarranger le son du groupe autour du quatuor Yannick, Jean-Sébastien, Étienne et Isabelle. Plus de guitare soliste... mais le son du premier album est difficile à rendre sans les envolées de guitares qui le caractérisant. Il est maintenant temps de se remettre à la composition et de réorienter le son du groupe. L'accordéon prend maintenant plus de place, incluant les lignes hautes et basses. Le clavier fait son entrée également dans le son du groupe. Parfois Isabelle joue ses basses de la main gauche et les hautes au clavier.
Quelques concerts viennent interrompre le processus créatif, le Carnaval de Québec en février 2008 et une tournée en France en août 2008. Mètatuk s'envole pour la France pour une série de neuf concerts en Bretagne, en Loire-Atlantique, ainsi qu'à Paris. Le groupe est très apprécié du public français et donne notamment une solide performance lors du festival franco-québécois Le Retour du Lys à Dinan. Mètatuk profite également de cette tournée à l'étranger pour tester ses nouvelles compositions alors en pré-production. Les mille exemplaires de Somnambule au soleil emportés sont écoulés, l'album est certifié disque de G-Prock !

## Deuxième album
La Foire aux Primates
Mètatuk a enregistré cet album au studio Momentum en collaboration avec le réalisateur Jérôme Boisvert (Trois Accords, André, Map, Extério, etc.)Les sessions studio se sont échelonnées entre l'hiver et le printemps 2009. Le lancement officiel a eu lieu le 29 mai 2009 à l'Impérial de Québec. L'évènement a attiré plus de 400 spectateurs qui ont eu droit entre autres à une écoute intégrale de l'album qui a été mimé en direct par des mimes amateurs.
L'été 2009 a été très occupé pour Mètatuk qui a donné plusieurs spectacles au Québec (Francofolies de Montréal, Woodstock en Beauce, Festivent, etc.) Le groupe s'est produit devant une foule de 10 000 personnes en assurant la première partie de Mes Aieux au Festivent de Lévis. On peut voir des extraits de ce concert sur le vidéo Les Bonnes Choses 2009.

## Discographie
- Somnambule au soleil (2006)
- La Foire aux Primates, Consult'Art (2009)